# Pentti Palkoaho
Pentti Johannes Palkoaho (Tampere, 10 marzo 1933 – Tampere, 1º agosto 2002) è stato un cestista finlandese.

## Carriera
Con la Finlandia ha disputato i Campionati europei del 1959, segnando 14 punti in 7 partite.